# Premna procumbens
Premna procumbens là một loài thực vật có hoa trong họ Hoa môi. Loài này được Moon miêu tả khoa học đầu tiên năm 1824.